# Smyrna (Carolina del Sud)
Smyrna è un comune degli Stati Uniti d'America, situato in Carolina del Sud, diviso tra la Contea di Cherokee e la Contea di York.